# Cote (cantón de Guatuso)
Cote es un distrito del cantón de Guatuso, en la provincia de Alajuela, de Costa Rica.

## Geografía
Cote cuenta con un área de 183,58 km² y una altitud media de 310 m s. n. m.

## Demografía
Para el año 2022, Cote cuenta con una población estimada de 1083 habitantes, y para el último censo efectuado, en 2011, Cote contaba con una población de 867 habitantes.

## Localidades
- Cabecera: Cabanga
- Poblados: Altagracia, Alto Sahíno, Bajo Cartagos, Pato, Pejibaye, Pimiento, Quebradón.

## Transporte

### Carreteras
Al distrito lo atraviesan las siguientes rutas nacionales de carretera:
- Ruta nacional 143